# Lindekullen
Lindekullen är en gård från åtminstone 1600-talet i Harstads socken, Östergötlands län. Den tillhörde före 1687 Röks socken i Ödeshögs kommun. Gården var tidigare ett säteri och bestod av 3⁄4 mantal.

## Historik
Lindekullen var ett säteri som köptes från kronan 1630. År 1678 låg Lindekullen och Kolboryd i Röks socken, Lysings härad. Den låg senare i Harstads socken, Lysings härad. Gården tillhörde Magnus Gripensköld och senare dennes son ryttmästaren Johan Gripensköld. Efter Gripenskölds död tillhörde gården hans arvingar. På 1750-talet var gården inte längre ett säteri, men blev det åter igen under 1800-talets början. År 1853 ägdes Lindekullen 3⁄4, mantal med Kolboryd 1⁄4 skattesäteri och Sållarhem 1⁄8 mantal krono av riksdagsmannen Otto Petersson. Efter hans död tog änkan och barnen över gården.

### Bebyggelse
Gården var byggd för ståndspersoner och hade en trädgård.

## Ägare och boende på Lindekullen
| Ägare/boende | Namn                                      | Levnadstid | Övrigt            |
| ------------ | ----------------------------------------- | ---------- | ----------------- |
| 1647–1680    | Magnus Gripensköld                        | –1680      | [ 2 ] [ 3 ] [ 1 ] |
|              | Johan Gripensköld                         |            | [ 1 ]             |
| 1720–1721    | Lennart Cassel                            |            | Handelsman.       |
| 1725–1728    | Sara Hierstadia                           |            | Änka.             |
| 1730         | Zacharias Cassel                          |            | [ 7 ]             |
| 1731–1757    | Magnus Strålenhielm                       | 1699–1757  | [ 8 ]             |
| 1757–1803    | Ulrica Sophia Hederhjelm                  | 1715–1803  | [ 9 ] [ 10 ]      |
| 1805         | Kapten Strålenhielm                       |            | [ 11 ]            |
| –1823        | Per Lindgren                              | 1757–1823  |                   |
| 1815–1825    | Gustaf Nilsson                            |            | Riksdagsman.      |
| 1834–1839    | Anders Andersson i Ljungby, Ekeby socken. |            |                   |
| 1861–1870    | Otto Petersson                            | 1820–1870  | [ 1 ]             |

## Torp under Lindekullen
- Sanden
- Ekeberg
- Backen
- Sållarhemmet
- Skytthemmet
- Prutebo
- Kolstugan
- Smedstorp
- Kolboryd
- Brostuan
- Dikarehemmet
- Nybygget